# Przedborowa

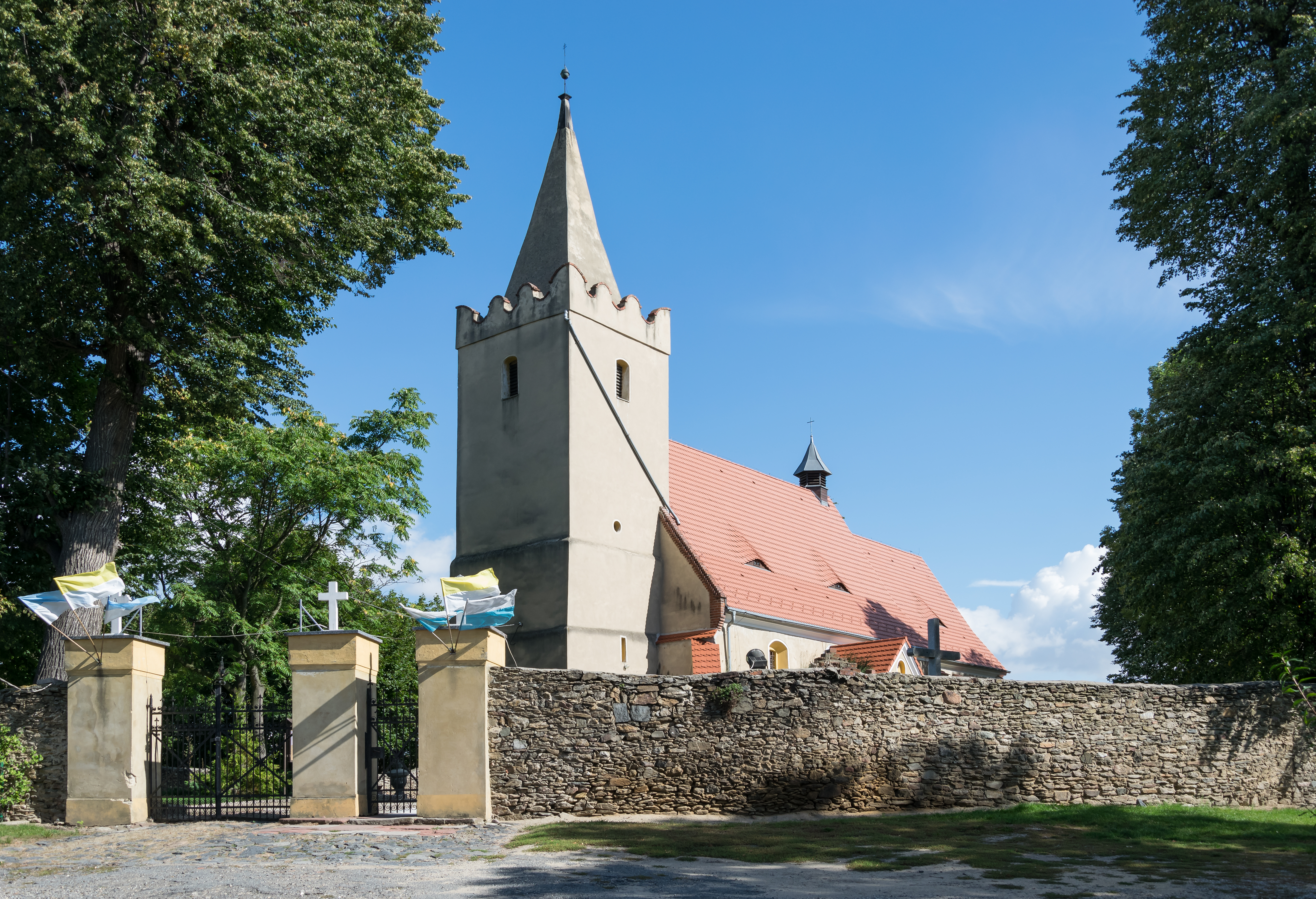
Kościół św. Jadwigi w Przedborowej

Przedborowa (niem. Schönheide) – wieś w Polsce, położona w województwie dolnośląskim, w powiecie ząbkowickim, w gminie Stoszowice.
W latach 1954-1961 wieś była siedzibą gromady Przedborowa, po jej zniesieniu w gromadzie Stoszowice. W latach 1975–1998 miejscowość należała administracyjnie do województwa wałbrzyskiego.
15 marca 1947 nadano miejscowości polską nazwę Przedborowa.

## Demografia
W 1933 r. w miejscowości mieszkało 889 osób, a w 1939 r. – 910 osób. W 2009 r. było ich 856, natomiast 2 lata później (III 2011 r.) mieszkało tu 827 osób. Obecnie jest czwartą co do wielkości miejscowością gminy Stoszowice.

## Zabytki
Do rejestru zabytków Narodowego Instytutu Dziedzictwa wpisane są:
- kościół parafialny pw. św. Jadwigi z XIV–XVIII wieku,
- zespół pałacowy z XVIII–XIX wieku:
  - pałac
  - park